# Ramaria madagascariensis
Ramaria madagascariensis är en svampart som först beskrevs av Henn., och fick sitt nu gällande namn av Corner 1950. Ramaria madagascariensis ingår i släktet Ramaria och familjen Gomphaceae.   Inga underarter finns listade i Catalogue of Life.